# Delaware City
La ville de Delaware City est située dans le comté de New Castle, dans l’État du Delaware, aux États-Unis. Sa population s’élevait à 1 695 habitants lors du recensement de 2010, estimée à 1 742 habitants en 2016.

## Démographie
| Groupe            | Delaware City | Delaware | États-Unis |
| ----------------- | ------------- | -------- | ---------- |
| Blancs            | 83,1          | 68,9     | 72,4       |
| Afro-Américains   | 10,9          | 21,4     | 12,6       |
| Métis             | 4,0           | 2,7      | 2,9        |
| Asiatiques        | 1,0           | 3,2      | 4,8        |
| Autres            | 0,9           | 3,8      | 7,3        |
| Total             | 100           | 100      | 100        |
|                   |               |          |            |
| Latino-Américains | 3,5           | 8,2      | 16,7       |

Selon l'American Community Survey, pour la période 2011-2015, 92,66 % de la population âgée de plus de 5 ans déclare parler l'anglais à la maison, 2,71 % une langue africaine, 2,54 % l'espagnol, 1,19 % le russe, 0,62 % le français et 0,28 % le polonais.
| 1850 | 1860  | 1870  | 1880  | 1890 | 1900  |
| ---- | ----- | ----- | ----- | ---- | ----- |
| 911  | 1 355 | 1 059 | 1 085 | 969  | 1 132 |

| 1910  | 1920  | 1930  | 1940  | 1950  | 1960  |
| ----- | ----- | ----- | ----- | ----- | ----- |
| 1 132 | 1 064 | 1 005 | 1 163 | 1 363 | 1 658 |

| 1970  | 1980  | 1990  | 2000  | 2010  | - |
| ----- | ----- | ----- | ----- | ----- | - |
| 2 024 | 1 858 | 1 682 | 1 453 | 1 695 | - |